# 自在社
自在社（Dreams Possible），是香港政府正式註冊的非牟利慈善團體。於2006年成立，創辦人為周華山博士。自在社提供生命領袖證書課程及自在成長工作坊。

## 成長課程
自在社（Dreams Possible）提供為期三個階段的體驗式個人成長課程，特色是小班教學 (每班四十人左右)，透過講授、分享及各式各樣的練習，讓參加者在安全及保密的環境中學習個人成長。

## 自在社群
自在社群是由一班已完成自在社個人成長課程的學員組成，透過持續學習和互相支持，形成細水長流的社群。
自在社有不同義工組別﹐現在活躍的義工已經超過一百位。

## 媒體節目

### 活出我自在
「活出我自在」電視節目過往於亞洲電視播出，節目由資深傳媒人李燦榮主持，分享嘉賓是立法會議員陳淑莊以及自在社創辦人周華山博士。

### 自在必得
「自在必得」電台廣播節目過往於商業電台雷霆881中播出,
節目分為四集,每集有不同主題,分別為「吸引力法則」、「成功溝通方程式」、「 感恩的藝術」、「 親密關係」。
周華山博士於電台節目裏表示，自在人生的竅門，就是由自己開始，把負面情緒轉化為正能量，然後去盡情創造，解開家人間既愛且痛的糾纏，共建有效溝通及幸福家庭，活得輕鬆自在。

### 四季養生堂
亞洲電視四季養生堂 訪問自在社(DP) 創辦人周華山博士,
並邀請自在社課程的參加者分享收穫，一對攜手走過大半生的夫妻﹐學懂互相欣賞﹑彼此支持﹐改善與子女的溝通﹐建立充滿愛和輕鬆自在的家庭。

## 自在社出版書籍
「活出我自在」 由皇冠出版社出版，內容介紹如何使用十二種轉化負面心態的心靈工具。

## 資料來源
1. ↑  四季養生堂 的存檔，存档日期2012-04-05.
2. ↑  .   [2012-03-23]. （原始内容存档于2016-03-13）.

- 面對面——周華山：無我抗爭 （页面存档备份，存于）